# Tilde Johansson
Tilde Johansson, född 5 januari 2001, är en svensk friidrottare som tävlar i flera olika discipliner, bland annat längdhopp, häcklöpning och kortdistans, men även  mångkamp. Hon tävlar för Falkenbergs IK. Hennes syster Molly Johansson spelar fotboll i BK Häcken FF.

## Karriär
Tilde Johansson började som fotbollsspelare, 14 år gammal gjorde hon 49 mål för Skrea IF. Det var mer än hälften av division 4-lagets 75 mål den säsongen. Året efter, 2016, blev hon skyttedrottning på nytt. Den gången i division 3, då hon svarade för 25 mål i seriespelet. På sommaren kallades hon till det årliga elitflicklägret i Halmstad, där Sveriges mest talangfulla fotbollsspelare samlas, men hon tackade nej och valde friidrotten i stället. 
Tilde Johansson började göra sig ett namn i svenska friidrottskretsar år 2016, nyss fyllda 15, då hon vid ungdoms-SM inomhus vann 200 meter med 0,85 sekunders marginal och satte nytt personbästa med tiden 24,95 s. Senare samma år deltog hon i F15-klassen i längdhopp vid Världsungdomsspelen som hölls på Ullevi i Göteborg i juli. I tävlingen förbättrade hon i andra omgången sitt personbästa från 6,05 till 6,50 cm, vilket innebar en åttondeplacering bland svenska seniorer genom tiderna samt att hon klarade kvalgränsen (5,95) för deltagande i ungdoms-EM med marginal - hon var dock ett år för ung för att få deltaga. Vid ungdoms-SM i augusti vann hon som favorit 300 meter i F16-klassen.
2017 deltog Tilde Johansson i både längdhopp och 100 meter häck vid Europeiska Ungdoms-OS (EYOF) som hölls i Györ, Ungern. I längdhopp kammade hon hem ett brons med längden 6,10 meter. I sitt heat i häckloppet blev hon så störd av angränsande löpare att hon fick göra om sitt lopp. Detta räckte dock inte utan hon blev utslagen.
2018 deltog Tilde Johansson i längdhopp vid U18-EM som hölls i Györ, Ungern i juli. Här tog hon hem guldmedaljen med 6,33 m.
Vid inomhus-SM i februari 2019 vann Johansson SM-guld i längdhopp, femkamp och på 60 meter häck. Vid inomhus-EM i Glasgow senare i februari var hon uttagen på 60 meter häck, men slogs ut i försöksomgången. I juli tävlade Tilde Johansson vid junior-EM i Borås. Hon tog där guldmedalj på 100 meter häck och silver i längdhopp. Vid friidrotts-VM i Doha i oktober 2019 blev Johansson, som debutant, utslagen i kvalet efter att ha hoppat 6,48 m två gånger – 6,53 hade räckt för finalplats.

## Personliga rekord
| Utomhus - 100 meter – 12,29 (Halmstad, Sverige 16 juni 2018) - 200 meter – 24,71 (Kuortane, Finland 10 juni 2017) - 300 meter – 37,54 (Göteborg, Sverige 3 juli 2016) - 400 meter – 57,92 (Borås, Sverige 30 maj 2015) - 800 meter – 2.20,56 (Kuortane, Finland 11 juni 2017) - 100 meter häck – 13,16 (Borås, Sverige 20 juli 2019) - 100 meter häck (76,2 cm) – 13,49 (Falkenberg, Sverige 15 maj 2018) - 300 meter häck – 41,38 (Stockholm, Sverige 2 september 2017) - 400 meter häck – 1.01,84 (Jönköping, Sverige 5 juni 2016) - Höjd – 1,69 (Sätra, Sverige 12 maj 2017) - Höjd – 1,65 (Kuortane, Finland 10 juni 2017) - Längd – 6,73 (Karlstad, Sverige, Sverige 2 juli 2019) - Tresteg – 12,03 (Göteborg 2 juli 2016) - Kula (3 kg) – 12,27 (Falkenberg, Sverige 20 september 2018) - Spjut – 37,75 (Göteborg, Sverige 11 maj 2019) - Spjut (500 g) – 43,67 (Falkenberg, Sverige 20 september 2018) - Femkamp U18 – 5 680 (Kuortane, Finland 11 juni 2017) - 4×100 meter – 46,57 (Stockholm, Sverige 2 september 2017) | Inomhus - 60 meter – 7,51 (Göteborg, Sverige 29 februari 2020) - 200 meter – 24,50 (Varberg, Sverige, Sverige 13 januari 2018) - 400 meter – 55,79 (Gävle 18 februari 2018) - 800 meter – 2.28,41 (Uppsala, Sverige 3 februari 2019) - 60 meter häck – 8,14 (Växjö, Sverige 19 januari 2019) - 60 meter häck (76,2 cm) – 8,35 (Uppsala, Sverige 4 mars 2017) - Höjd – 1,68 (Uppsala, Sverige 3 februari 2019) - Längd – 6,63 (Stockholm, Sverige 29 januari 2023) - Tresteg – 11,44 (Göteborg 6 december 2014) - Kula – 11,94 (Uppsala, Sverige 3 februari 2019) - Kula (3 kg) – 13,25 (Uppsala, Sverige 24 februari 2018) - Femkamp – 4 201 (Uppsala, Sverige 3 februari 2019) |

### Fotnoter
1. 1 2 3  ”European Athletics U20 Championships - Borås 2019 - Results” (på engelska). european-athletics.org. https://www.european-athletics.org/competitions/european-athletics-u20-championships/results/. Läst 25 oktober 2019.
2. 1 2  ”European Athletics U18 Championships Györ 2018 5-8 July Results Handbook” (på engelska) (pdf). european-athletics.org. https://www.european-athletics.org/mm/Document/EventsMeetings/General/01/28/45/79/ResultsBookGyor2018Finalv1.2_Neutral.pdf. Läst 7 mars 2019.
3. ↑  ”Svenskarnas resultat EYOF Györ 2017”. sok.se. https://sok.se/olympiska-spel/tavlingar/eyof/gyor-2017/svenska-resultat.html. Läst 28 juli 2019.
4. 1 2  ”Resultat: Friidrotts-SM, Uppsala 14‐16.8.20”. friidrottsstatistik.se. https://www.friidrottsstatistik.se/resultsswe.php?CID=12968582&Season=2020. Läst 1 september 2020.
5. ↑  ”Resultat: Friidrotts-SM, Norrköping 5‐7.8.22”. friidrottsstatistik.se. https://www.friidrottsstatistik.se/resultsswe.php?CID=13019519&Season=2022. Läst 7 augusti 2022.
6. ↑  ”Resultat: Friidrotts-SM, Söderhamn 28‐30.7.23”. friidrottsstatistik.se. https://www.friidrottsstatistik.se/resultsswe.php?CID=13045848&Season=2023. Läst 7 september 2023.
7. ↑  ”Resultat: Friidrotts-SM, Uddevalla 28‐30.6.24”. friidrottsstatistik.se. https://www.friidrottsstatistik.se/resultsswe.php?CID=13077169&Season=2024. Läst 29 juni 2024.
8. ↑  ”ISM 2018 2018-02-27”. primawebb.se. Arkiverad från originalet den 28 februari 2018. https://web.archive.org/web/20180228042650/http://primawebb.se/giffri/ism2018/Results_Total.html. Läst 27 februari 2018.
9. 1 2  ”Inomhus-SM 2019”. liveresults.se. https://liveresults.se/competition/inomhus-sm-2019?tab=results. Läst 17 februari 2019.
10. ↑  ”ISM Mångkamp alla klasser”. www.uiffriidrott.se. http://www.uiffriidrott.se/docs/610/13687/ISM-Mangkamp-alla-klasser%20resultat.pdf. Läst 13 februari 2019.
11. 1 2  ”ISM 2020 Växjö 22-23 februari”. telekonsultarena.se. https://telekonsultarena.se/resultat/ISM20/Resultat.php. Läst 29 februari 2020.
12. ↑  ”Resultat: ISM, Malmö/A 17‐19.2.23 Inne”. friidrottsstatistik.se. https://www.friidrottsstatistik.se/resultsswe.php?CID=13028716&Season=2023. Läst 20 februari 2023.
13. ↑  ”Resultat: ISM, Karlstad 16‐18.2.24 Inne”. friidrottsstatistik.se. https://www.friidrottsstatistik.se/resultsswe.php?CID=13055642&Season=2024. Läst 29 juni 2024.
14. 1 2 3 4 5 6 7 8 9 10 11 12 13 14 15 16 17 18 19 20 21 22 23 24 25 26 27 28 29  ”Personsida hos IAAF” (på engelska). iaaf.org. https://www.iaaf.org/athletes/sweden/tilde-johansson-312678. Läst 25 oktober 2019.
15. ↑  A. Lennart Julin (6 mars 2016). ”IUSM2 200m”. friidrott.se. Arkiverad från originalet den 8 mars 2019. https://web.archive.org/web/20190308080814/http://www.friidrott.se/nyheter.aspx?id=19301. Läst 7 mars 2019.
16. ↑  Frida Hogstrand (1 juli 2016). ”Jättehopp av 15-åriga Tilde”. friidrott.se. Arkiverad från originalet den 8 mars 2019. https://web.archive.org/web/20190308080956/http://www.friidrott.se/nyheter.aspx?id=19692. Läst 7 mars 2019.
17. ↑  Marcus Hägglöf (6 augusti 2016). ”USM2: Tre klara häckvinnare”. friidrott.se. Arkiverad från originalet den 8 mars 2019. https://web.archive.org/web/20190308080840/http://www.friidrott.se/nyheter.aspx?id=19919. Läst 7 mars 2019.
18. ↑  Hedman, Jonas (26 juli 2017). ”EYOF: Bra start med dubbla medaljer!”. friidrott.se. Arkiverad från originalet den 29 juli 2017. https://web.archive.org/web/20170729085231/http://www.friidrott.se/nyheter.aspx?id=21213. Läst 17 april 2019.
19. ↑  Hedman, Jonas (29 juli 2017). ”EYOF: Alva Sundin tog brons”. friidrott.se. Arkiverad från originalet den 22 september 2023. https://web.archive.org/web/20230922105646/https://arkiv.friidrott.se/nyheter.aspx?id=21223. Läst 17 april 2019.
20. ↑  ”European Athletics Indoor Championships Glasgow 2019 1-3 March Results Handbook” (på engelska) (pdf). european-athletics.org. https://www.european-athletics.org/mm/Document/EventsMeetings/General/01/28/62/02/ResultsBookEICHGLASGOW2019_English.pdf. Läst 7 mars 2019.
21. ↑  Hedman, Jonas (21 juli 2019). ”U20-EM: Silver för Tilde i längd”. friidrott.se. Arkiverad från originalet den 29 juli 2019. https://web.archive.org/web/20190729011013/http://www.friidrott.se/nyheter.aspx?id=23624. Läst 25 oktober 2019.
22. ↑  Hedman, Jonas (5 oktober 2019). ”U20-EM: GULD FÖR TILDE”. friidrott.se. Arkiverad från originalet den 15 november 2019. https://web.archive.org/web/20191115061525/http://www.friidrott.se/nyheter.aspx?id=23952. Läst 20 juli 2019.
23. ↑  ”Long Jump Women IAAF World Championships Doha 2019, Quatar 27 Sep 2019 - 06 Oct 2019” (på engelska). iaaf.org. https://www.iaaf.org/results/iaaf-world-championships-in-athletics/2019/iaaf-world-athletics-championships-doha-2019-6033/women/long-jump/qualification/result. Läst 23 oktober 2019.
24. ↑  Hedman, Jonas (5 oktober 2019). ”VM: Tilde fem centimeter från final”. friidrott.se. Arkiverad från originalet den 15 november 2019. https://web.archive.org/web/20191115061525/http://www.friidrott.se/nyheter.aspx?id=23952. Läst 25 oktober 2019.
25. 1 2 3 4 5 6 7 8 9 10 11 12 13 14 15  ”Personsida på European Athletics' webbplats” (på engelska). european-athletics.org. https://www.european-athletics.org/athletes/group=j/athlete=113771-johansson-tilde/index.html. Läst 25 oktober 2019.